# Ozotroctes punctatissimus
Ozotroctes punctatissimus là một loài bọ cánh cứng trong họ Cerambycidae.